# Кудрявець Андрій Русланович
Андрій Русланович Кудрявець (біл. Андрэй Кудравец, нар. 2 вересня 2003, Борисов, Мінська область, Білорусь) — білоруський футболіст, воротар клубу БАТЕ (Борисов) та юнацької збірної Білорусі (U-17).

## Клубна кар'єра
Народився в місті Борисов, Мінська область. Вихованець ДЮСШ-2 (Борисов), перший тренер — Ілля Миколайович Крякушкін. У 2018 році приєднався до БАТЕ, за юнацькі та молодіжні команди яких виступав до 2021 року. За першу команду БАТЕ дебютував 29 серпня 2020 року в переможному (5:0) виїзному поєдинку кубку Білорусі проти «Граніту». Андрій вийшов на поле на 78-ій хвилині, замінивши Антона Чичкана. У Вищій лізі Білорусі дебютував 17 квітня 2021 року в переможному (2:1) домашньому поєдинку 5-го туру проти «Енергетика-БДУ». Кудрявець вийшов на поле в стартовому складі та відіграв увесь матч. Андрій вийшов на поле у віці 17 років 227 днів, завдяки чому став наймолодшим воротарем в історії БАТЕ, який виходив на поле в матчах Вищої ліги Білорусі.

## Кар'єра в збірній
Викликався до юнацької збірної Білорусі (U-17), у футболці якої дебютував 24 жовтня 2019 року в нічийному (0:0) поєдинку 1-го туру юнацького чемпіонату Європи (U-17) проти однолітків з Угорщини. Кудрявець вийшов на поле в стартовому складі та відіграв увесь матч. Наприкінці жовтня 2019 року, окрім вище вказаного матчу, зіграв ще 2 поєдинки на юнацькому чемпіонаті Європи (U-17), проти Сербії та Латвії.

## Досягнення
БАТЕ (Борисов)
- Білоруська футбольна вища ліга
  -  Срібний призер (1): 2020

- Кубок Білорусі
  -  Володар (2): 2019/20, 2020/21

- Суперкубок Білорусі
  -  Володар (1): 2022
  -  Фіналіст (1): 2021